# 人類的故事
《人類的故事》（英語：The Story of Mankind）是由荷蘭裔美國學者房龙的歷史著作，書中的文字及插畫皆出自房龍之手。該書在1921年出版，並於1922年獲頒第一屆紐伯瑞兒童文學獎，以表揚其對兒童文學的卓越貢獻。

## 內容
《人類的故事》原是房龍寫給兩位孫子的歷史故事集。書中以短篇章節，敘述西方文明是如何從原始人類發源，並發展出書寫文字、藝術、建築以及主要的信仰，直至近代民族國家的興起。

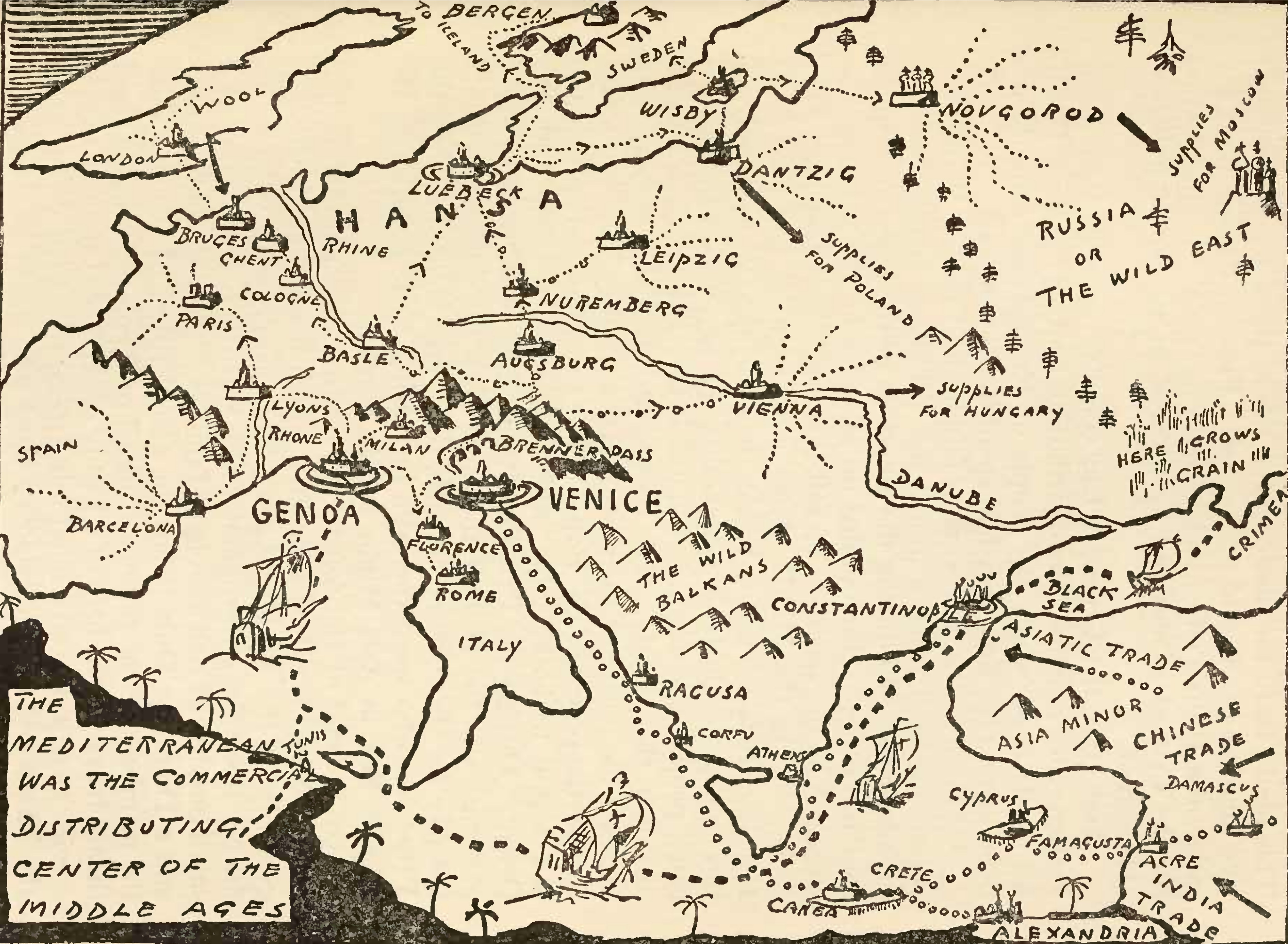
中世纪贸易图，《人類的故事》插图

房龍表示他寫作篩選歷史題材時，總是會不斷問自己：該歷史人物或事件是否至關著後代的人類歷史走向？因此書中的文字總是簡單而親切，篇章簡短而適量。
在初始版本出版後，房龍在1920年代稍晚時出版了第二個版本的《人類的故事》。這個版本增錄了《七年之後》這則文章，述說第一次世界大戰的影響。1944年房龍過世之後，其子傑拉德．威廉．房龍（Gerard Willem VanLoon）接下了續寫的工作，在1951年完成第65~71章。之後的更新，則是出自耶魯大學的歷史教授约翰·M·梅里曼之筆，其1999年的最新版本已涵蓋1990年代晚期的歷史事件。

## 創作背景
房龙早年的生活并不顺利，成為暢銷作家前曾以教書為業职。由於他的史學觀偏向通俗與自由的詮釋，不符合史學界一板一眼嚴謹的研究方式，因此被同僚視為並不符學術界標準，指責他的教學對學生並無裨益，使他因壓力而去職。
房龙首部著作销路亦不理想。1920年他应书商要约写作《古人类》取得一定销量，仍不足以扭转他的经济状况。後來，他在第二任妻子的鼓勵下，創作了《人類的故事》，在美國出版界一炮而紅，大受歡迎，自此邁入暢銷作家之林。
此后，房龙又写出多部畅销全美市场的作品。他的作品中，以《人类的故事》、《宽容》、《圣经的故事》最为著名。至1920年代末期，他已积累到一定财富，在美国和欧洲购置了房产，不再受限于经济问题，於是可以自由地从事创作和社会活动了。

## 衍生
1957年电影《人类的故事》，以房龙原著为基础改编，罗纳·考尔门以及众多好莱坞明星参演。

## 中譯
《人类的故事》在1930年代出现中文版。中国当代作家郁达夫曾评价说：“范龙（即房龙）的这一种方法，实在巧妙不过，干燥无味的科学常识，经他那么一写，无论大人小孩，读他的书的人，都觉得娓娓忘倦了”。“……范龙的笔，有这一种魔力。但这也不是他的特创，这不过是将文学家的手法，拿来用以讲述科学而已。” （页面存档备份，存于）
《人類的故事》中文版由劉緣子翻譯，1992年由台灣商務印書館出版

## 書摘
人類的故事（最新增訂版）。聯經。2016年8月初版。譯者：林曉欽。
第九十章，朋友。「梭羅的重點是什麼？每個人爭先恐後地與他人聯繫，想要得知最新的消息，但其實根本沒有什麼新聞可言。」